# MTG2
MTG2 (англ. Mitochondrial ribosome associated GTPase 2) – білок, який кодується однойменним геном, розташованим у людей на довгому плечі 20-ї хромосоми. Довжина поліпептидного ланцюга білка становить 406 амінокислот, а молекулярна маса — 43 955.
| 10         |  | 20         |  | 30         |  | 40         |  | 50         |
| ---------- |  | ---------- |  | ---------- |  | ---------- |  | ---------- |
| MAPARCFSAR |  | LRTVFQGVGH |  | WALSTWAGLK |  | PSRLLPQRAS |  | PRLLSVGRAD |
| LAKHQELPGK |  | KLLSEKKLKR |  | YFVDYRRVLV |  | CGGNGGAGAS |  | CFHSEPRKEF |
| GGPDGGDGGN |  | GGHVILRVDQ |  | QVKSLSSVLS |  | RYQGFSGEDG |  | GSKNCFGRSG |
| AVLYIRVPVG |  | TLVKEGGRVV |  | ADLSCVGDEY |  | IAALGGAGGK |  | GNRFFLANNN |
| RAPVTCTPGQ |  | PGQQRVLHLE |  | LKTVAHAGMV |  | GFPNAGKSSL |  | LRAISNARPA |
| VASYPFTTLK |  | PHVGIVHYEG |  | HLQIAVADIP |  | GIIRGAHQNR |  | GLGSAFLRHI |
| ERCRFLLFVV |  | DLSQPEPWTQ |  | VDDLKYELEM |  | YEKGLSARPH |  | AIVANKIDLP |
| EAQANLSQLR |  | DHLGQEVIVL |  | SALTGENLEQ |  | LLLHLKVLYD |  | AYAEAELGQG |
| RQPLRW     |  |            |  |            |  |            |  |            |

A: Аланін

C: Цистеїн

D: Аспарагінова кислота

E: Глутамінова кислота

F: Фенілаланін

G: Гліцин

H: Гістидин

I: Ізолейцин

K: Лізин

L: Лейцин

M: Метіонін

N: Аспарагін

P: Пролін

Q: Глутамін

R: Аргінін

S: Серин

T: Треонін

V: Валін

W: Триптофан

Задіяний у таких біологічних процесах, як регуляція трансляції, біогенез рибосом, альтернативний сплайсинг. 
Білок має сайт для зв'язування з нуклеотидами, іонами металів, ГТФ, іоном магнію. 
Локалізований у мембрані, мітохондрії, внутрішній мембрані мітохондрії.